# Фрай, Беатрис
Беатри́с Фрай (нем. Beatrice Frei) — швейцарская кёрлингистка.
В составе женской сборной Швейцарии участник и бронзовый призёр чемпионата мира 1987. Чемпионка Швейцарии среди женщин. В составе юниорской женской сборной Швейцарии участник двух чемпионатов Европы среди юниоров (лучший результат — чемпионы в 1986). Двукратная чемпионка Швейцарии среди юниоров.
Играла на позиции второго.

## Достижения
- Чемпионат мира по кёрлингу среди женщин: бронза (1987).
- Чемпионат Швейцарии по кёрлингу среди женщин: золото (1987).
- Чемпионат Европы по кёрлингу среди юниоров: золото (1986).
- Чемпионат Швейцарии по кёрлингу среди юниоров: золото (1984, 1986).

## Команды
| Сезон   | Четвёртый       | Третий          | Второй       | Первый           | Турниры             |
| ------- | --------------- | --------------- | ------------ | ---------------- | ------------------- |
| 1983—84 | Марианн Флотрон | Beatrice Arnold | Беатрис Фрай | Jacky Zenhäusern | ЧШЮ 1984            |
| 1983—84 | Марианн Флотрон | Beatrice Arnold | Беатрис Фрай | Diana Meichtry   | ЧЕЮ 1984 (4 место)  |
| 1985—86 | Марианн Флотрон | Sandra Burkhard | Беатрис Фрай | Гизела Петер     | ЧШЮ 1986 · ЧЕЮ 1986 |
| 1986—87 | Марианн Флотрон | Гизела Петер    | Беатрис Фрай | Каролина Рюк     | ЧШЖ 1987 · ЧМ 1987  |

(скипы выделены полужирным шрифтом)